# Sèmè-Kpodji
Sèmè-Kpodji è una città situata nel dipartimento di Ouémé nello Stato del Benin con 131 893 abitanti (stima 2006).